# Gesico
Gesico (en sardo: Gèsigu) es un municipio de Italia de 988 habitantes en la provincia de Cerdeña del Sur, región de Cerdeña. Está situado a 45 km al norte de Cagliari.
Se ubica en la ladera del monte San Mauro, en el territorio de Trexenta. La actividad económica está basada principalmente en la agricultura y la ganadería. De la época prehistórica se conservan algunos nuragas. Entre los lugares de interés se encuentra la iglesia de Sant'Amatore y la iglesia parroquial de Santa Giusta.

## Evolución demográfica
| Gráfica de evolución demográfica de Gesico entre 1861 y 2001 |
|                                                              |
| Fuente ISTAT - Elaboración gráfica de Wikipedia              |